# Lista temática dos presidentes do Brasil

Bandeira presidencial do Brasil.

Esta é uma Lista temática dos Presidentes do Brasil de 1889 aos dias de hoje.
O ano com maior número de presidentes foi 1961, que teve quatro presidentes (Juscelino Kubitschek, Jânio Quadros, Ranieri Mazzilli e João Goulart). Anos com três presidentes foram dois: 1955 (Café Filho, Carlos Luz e Nereu Ramos) e 1964 (João Goulart, Ranieri Mazzilli e Castelo Branco), em ambos havendo um mês com os três presidentes (novembro e abril, respectivamente) e no primeiro uma semana. Anos com dois presidentes foram vinte e seis, sendo que entre estes dois ainda contaram com junta militar.

## Numeração
- Foram realizadas 45 posses, desconsiderando as duas posses de juntas.
- O atual presidente é o 39º, numeração que desconsidera posses consecutivas no mesmo período (Deodoro 1891, Vargas 1934, Vargas 1937, FHC 1998, Lula 2006, Dilma 2014) e as juntas.
- 36 pessoas exerceram o cargo de presidente de forma individual (este número desconsidera, além das posses citadas acima, as seguintes: Vargas 1951, Ranieri 1964, Lula 2023; ou seja, também desconsidera os retornos não consecutivos).
- 6 presidentes exerceram o cargo em juntas.
- 3 presidentes não conseguiram tomar posse.
- Somando, 45 pessoas são nomeadas como presidente, mas 42 exerceram o cargo de fato, de forma individual ou coletiva.

Observação:
- Um único governo ou governos consecutivos formam um único período. Por exemplo, Vargas teve dois períodos: 1930/1945 (três governos consecutivos) e 1951/1954 (único governo). A numeração citada acima corresponde ao número de períodos.
- A cada posse corresponde um governo. Portanto, existiram 45 governos de presidentes e dois de juntas;
- Termo é o tempo legitimado para o presidente e seus possíveis sucessores por linha sucessória/pleito extemporâneo. Por exemplo, os governos Collor e Itamar formam um único termo. Ao menos que a eleição seja extemporânea ou que nenhum dos membros da chapa assuma, a cada eleição corresponde um novo termo. O atual termo é o trigésimo segundo: das 32 eleições, desconsidera-se as de 1919 (extemporânea) e 1930 (presidente não assumiu e não foi sucedido pelo vice), mas considera-se os governos decorrentes da Revolução de 1930 (primeiro governo Vargas) e pelo Golpe de 1937 (terceiro governo Vargas e governo Linhares), também desconsiderando-se a Proclamação da República (primeiro governo Deodoro), pois a soma dos governos Deodoro e governo Floriano formam 4 anos.

## Números de palavras em discursos de posse
Contagem dos discursos até o de 2003 com base no livro "Palavra de Presidente: os discursos de posse, de Deodoro a Lula", de João Bosco Bezerra Bonfim, que não localizou ou analisou "discursos de interinos ou vices que tenham assumido em função da excepcionalidade [...]". Quanto aos seguintes, o discurso, transcrito por sites da imprensa, foi copiado e colado em contador automático de palavras.
| Presidente                                                                   | Número de Palavras       |
| ---------------------------------------------------------------------------- | ------------------------ |
| Deodoro da Fonseca (primeiro governo)                                        | 323                      |
| Floriano Peixoto                                                             | 758                      |
| Prudente de Morais                                                           | 1283                     |
| Campos Sales                                                                 | 3648                     |
| Rodrigues Alves                                                              | 1923                     |
| Afonso Pena                                                                  | 3575                     |
| Hermes da Fonseca                                                            | 2647                     |
| Venceslau Brás                                                               | 3767                     |
| Epitácio Pessoa                                                              | 3630                     |
| Artur Bernardes                                                              | 485                      |
| Washington Luís                                                              | 422 (texto não integral) |
| Getúlio Vargas (primeiro governo)                                            | 1483                     |
| Getúlio Vargas (segundo governo)                                             | 1025                     |
| Getúlio Vargas (terceiro governo)                                            | 3449                     |
| Eurico Gaspar Dutra                                                          | 804                      |
| Getúlio Vargas (quarto governo)                                              | 1185                     |
| Juscelino Kubitschek                                                         | 635                      |
| Jânio Quadros                                                                | 649                      |
| João Goulart                                                                 | 969                      |
| Castelo Branco                                                               | 1005                     |
| Artur da Costa e Silva                                                       | 1324                     |
| Emílio Garrastazu Médici                                                     | 1955                     |
| Ernesto Geisel                                                               | 624                      |
| João Figueiredo                                                              | 1523                     |
| Tancredo Neves (pronunciamento dirigido aos ministros, lido por José Sarney) | 2920                     |
| José Sarney (pronunciamento para rádio e tv)                                 | 3883                     |
| Fernando Collor                                                              | 5926                     |
| Itamar Franco                                                                | 1379                     |
| Fernando Henrique Cardoso (primeiro governo)                                 | 3247                     |
| Fernando Henrique Cardoso (segundo governo)                                  | 2753                     |
| Luiz Inácio Lula da Silva (primeiro governo)                                 | 3926                     |
| Luiz Inácio Lula da Silva (segundo governo)                                  | 3844                     |
| Dilma Rousseff (primeiro governo)                                            | 3827                     |
| Dilma Rousseff (segundo governo)                                             | 4549                     |
| Michel Temer                                                                 | 2716                     |
| Jair Bolsonaro                                                               | 973                      |
| Luiz Inácio Lula da Silva (Terceiro governo)                                 | 4315 [carece de fontes?] |

## Número de partidos nas coligações de primeiro turno
- Eurico Gaspar Dutra - 2, em 1945 (PSD/PTB)
- Getúlio Vargas - 2, em 1950 (PTB/PSP)
- Café Filho - 2, em 1950 (como vice-presidente) (PTB/PSP)
- Juscelino Kubitschek - 6, em 1955 (PSD/PTB/PR/PTN/PST/PRT)
- Jânio Quadros - 5, em 1960 (PTN/UDN/PR/PL/PDC)
- João Goulart  - 5, em 1960 (como vice-presidente) (PTB/PSD/PST/PSB/PRT)
- Fernando Collor de Mello - 4, em 1989 (PRN/PSC/PST/PTR)[2]
- Itamar Franco - 4, em 1989 (como vice-presidente) (PRN/PSC/PST/PTR)[2]
- Fernando Henrique Cardoso - 3, em 1994 (PSDB/PFL/PTB);[3] 5, em 1998 (PSDB/PFL/PPB/PTB/PSD)[4]
- Luiz Inácio Lula da Silva - 5, em 2002 (PT/PL/PCdoB/PMN/PCB);[5] 3 em 2006 (PT/PRB/PCdoB) e 10 em 2022 (PT-PC do B-PV; Psol-Rede, PSB, Agir, Avante, PROS e Solidariedade)[6]
- Dilma Rousseff - 10, em 2010 (PT/PMDB/PDT/PCdoB/PSB/PR/PRB/PSC/PTC/PTN);[7] 9 em 2014 (PT/PMDB/PSD/PP/PR/PDT, PRB/PROS/PCdoB)[8]
- Michel Temer  - 9, em 2014 (como vice-presidente) (PT/PMDB/PSD/PP/PR/PDT/PRB/PROS/PCdoB)[8]
- Jair Bolsonaro - 2, 2018 (PSL/PRTB)[9]

## Lema de governo
Alguns presidentes apresentaram lemas para seu governo, muitas vezes divulgados junto com propagandas oficiais, dentre eles:
- Nilo Peçanha - Paz e Amor[10]
- Washington Luís - Governar é abrir estradas[11]
- Getúlio Vargas (quarto mandato) - O Petróleo é Nosso[12]
- Juscelino Kubitschek - 50 anos em 5[13]
- Emílio Garrastazu Médici - Brasil: ame-o ou deixe-o[14]
- Ernesto Geisel - Continuidade sem Imobilidade[15]
- João Figueiredo - Plante que o João garante[16]
- José Sarney - Tudo pelo social[17]
- Fernando Collor de Mello - Brasil novo[10]
- Itamar Franco - Brasil, união de todos[18]
- Fernando Henrique Cardoso - Trabalhando em todo o Brasil[19]
- Luiz Inácio Lula da Silva (primeiro e segundo mandatos) - Brasil, um país de todos[20]
- Dilma Rousseff (primeiro mandato) - Brasil, país rico é país sem pobreza[21]
- Dilma Rousseff (segundo mandato) - Brasil, pátria educadora[22]
- Michel Temer - Governo federal: Ordem e progresso[10]
- Jair Bolsonaro - Pátria Amada Brasil[23]
- Luiz Inácio Lula da Silva (terceiro mandato) - Brasil: União e Reconstrução [24]

## Planos econômicos e de desenvolvimento
- Deodoro da Fonseca - Encilhamento
- Getúlio Vargas - Plano Especial de Obras Públicas e Aparelhamento da Defesa Nacional e Plano de Obras e Equipamentos
- Eurico Gaspar Dutra - Plano SALTE
- Juscelino Kubitschek - Plano de Metas
- João Goulart - Plano Trienal de Desenvolvimento Econômico e Social
- Castelo Branco - Programa de Ação Econômica do Governo e Plano Decenal de Desenvolvimento Econômico e Social
- Costa e Silva - Plano Estratégico de Desenvolvimento
- Médici - I Plano Nacional de Desenvolvimento, Plano de Integração Nacional e Programa de Metas e Bases para a Ação de Governo
- Geisel - II Plano Nacional de Desenvolvimento
- Figueiredo - III Plano Nacional de Desenvolvimento
- Sarney - I Plano Nacional de Desenvolvimento da Nova República, Plano de Ação Governamental, Plano Cruzado, Plano Cruzado II, Plano Bresser, Política Feijão com Arroz e  Plano Verão
- Collor - Plano Collor (planos I, II e Marcílio) e  Plano Brady (adesão)
- Itamar Franco - Plano Real e Plano Brady (desenvolvimento)
- FHC - Programa Brasil em Ação, Programa Avança Brasil e Tripé macroeconômico
- Lula - Programa de Aceleração do Crescimento (I e II), Plano Brasil de Todos e Nova Indústria Brasil[25]
- Dilma - Brasil sem Miséria e Plano Brasil Maior  (este último fazendo parte da chamada nova matriz econômica)
- Temer - Programa Agora é Avançar[26]
- Bolsonaro - Plano Mais Brasil

## Presidentes na promulgação de nova constituição
- Deodoro da Fonseca - Constituição de 1891
- Getúlio Vargas - Constituição de 1934 e Constituição de 1937
- Eurico Gaspar Dutra - Constituição de 1946
- Castelo Branco - Constituição de 1967
- Junta militar de 1969 - Emenda Constitucional n.º 1 à Constituição brasileira de 1967 (considerada por alguns como uma nova constituição)
- José Sarney - Constituição de 1988

## Não iniciaram o governo
As leis nº 7.465, de 1986, e 12.486, de 2011, incluem, respectivamente, os nomes de Tancredo Neves e Pedro Aleixo na galeria de presidentes. Um projeto de lei para colocar Júlio Prestes na mesma foi aprovado na Câmara (PL 1938, de 2011), mas arquivado no Senado, em 2014, de modo que sua foto não consta entre as dos demais presidentes no Palácio do Planalto.
1. Rodrigues Alves: presidente reeleito em 1918 (já havia exercido o mandato de 1902 até 1906), faleceu antes de tomar posse.
2. Júlio Prestes: presidente eleito em 1930, impedido de tomar posse pela Revolução de 1930.
3. Pedro Aleixo: vice-presidente, que legalmente deveria assumir a presidência após afastamento do titular (Costa e Silva), mas foi impedido pelos ministros militares que formaram a então junta militar de 1969
4. Tancredo Neves: presidente eleito em 1985 pelo Colégio Eleitoral; adoeceu um dia antes de tomar posse, vindo a falecer cerca de um mês depois.

## Não completaram o governo
1. Deodoro da Fonseca (1889–1891): renunciou ao cargo de seu governo constitucional, que sucedeu seu concluso governo provisório.[31]
2. Afonso Pena (1906–1909): faleceu antes de concluir o período presidencial.[31]
3. Washington Luís (1926–1930): deposto pelas forças chefiadas por Getúlio Vargas pouco antes de terminar o mandato.[31]
4. Getúlio Vargas (1937–1945; 1951–1954): Após 15 anos ininterruptos no governo, já estando no sétimo de forma ditatorial e ultrapassando o tempo determinado pela Constituição, foi forçado a renunciar. Seis anos depois voltou ao poder, pela via democrática, suicidando-se após três anos do novo mandato, em uma conjuntura de grave crise política.[31]
5. Café Filho (1954–1955): afastou-se por problemas de saúde, tendo posteriormente tentado retornar, mas acabando por sofrer impeachment, já no Governo Nereu Ramos.[31]
6. Carlos Luz (1955): sofreu impeachment, sendo substituído por Nereu Ramos.[1]
7. Jânio Quadros (1961): renunciou ao cargo.[31]
8. João Goulart (1961–1964): deposto do cargo em 2 de abril de 1964.[31]
9. Costa e Silva (1967–1969): afastado do cargo em 31 de agosto de 1969 por motivos de saúde pelos ministros militares, que, no exercício provisório da presidência da República, decretaram "extinto" o seu mandato.[31]
10. Fernando Collor (1990–1992): afastado pela Câmara dos Deputados em 2 de outubro de 1992; renunciou em 29 de dezembro de 1992, o que não interrompeu o processo de impeachment no Senado.[31]
11. Dilma Rousseff (2011–2016): concluiu seu primeiro mandato, mas foi afastada pela Câmara dos Deputados em 12 de maio de 2016; sofreu o impeachment em 31 de agosto de 2016.[31]

## Por religião
- Agnósticos
  - Getúlio Vargas[32]
  - Ernesto Geisel (socialmente era luterano não praticante, mas pessoalmente agnóstico)[33]
  - Fernando Henrique Cardoso (já afirmou em entrevistas mais antigas acreditar em Deus, frequentar ambientes e ter hábitos católicos)[34][35][36]
- Católicos romanos
  - Deodoro da Fonseca[37]
  - Floriano Peixoto[37]
  - Prudente de Morais[37]
  - Campos Sales[37]
  - Rodrigues Alves
  - Afonso Pena[37]
  - Nilo Peçanha[37]
  - Venceslau Brás
  - Delfim Moreira[37]
  - Artur Bernardes[37]
  - Nereu Ramos[37]
  - Juscelino Kubitschek (nutria simpatia pelo espiritismo)[38]
  - Ranieri Mazzilli[37]
  - Humberto Castelo Branco[37]
  - Costa e Silva[37]
  - Emílio Garrastazu Médici[37]
  - João Figueiredo[37]
  - José Sarney[37]
  - Fernando Collor[37]
  - Itamar Franco[37]
  - Luiz Inácio Lula da Silva (Lula foi crismado, casado e frequenta a Igreja Católica).[39][40][41]
  - Dilma Rousseff (já afirmou em entrevista mais antiga ter dúvida quanto a existência de Deus)[42][43]
  - Michel Temer[44]
  - Jair Bolsonaro (católico, mas frequentador de Igrejas Evangélicas, em especial a Igreja Batista)[45]
- Protestantes
  - Café Filho (presbiteriano)[46]
  - Ernesto Geisel (luterano)[33]
- Desconhecido
  - Epitácio Pessoa
  - Washington Luís
  - José Linhares
  - Eurico Gaspar Dutra
  - Carlos Luz
  - Jânio Quadros
  - João Goulart

## Por número de filhos
Ver também: Família do presidente do Brasil
- Nenhum
  - Deodoro da Fonseca[47][48]
- Um
  - Café Filho[49][50]
  - Jânio Quadros[51]
  - Costa e Silva[52]
  - Dilma Rousseff[53]
- Dois
  - José Linhares[54]
  - Eurico Gaspar Dutra[55]
  - Juscelino Kubitschek[56][57]
  - Castelo Branco[58]
  - Emílio Garrastazu Médici[59]
  - Ernesto Geisel[60][61]
  - Itamar Franco[62][63]
- Três
  - Epitácio Pessoa[64][65]
  - Júlio Prestes[66]
  - Ranieri Mazzilli[67]
  - João Goulart[68]
  - Pedro Aleixo[69]
  - João Figueiredo[70]
  - Tancredo Neves[71]
  - José Sarney[72]
- Quatro
  - Nilo Peçanha[73]
  - Washington Luís[74]
  - Carlos Luz[75]
  - Nereu Ramos[76]
  - Fernando Henrique Cardoso[77][78]
- Cinco
  - Getúlio Vargas[79]
  - Fernando Collor[80][81]
  - Luiz Inácio Lula da Silva[82]
  - Michel Temer[83]
  - Jair Bolsonaro[84]
- Seis
  - Hermes da Fonseca[85]
  - Delfim Moreira[86]
- Sete
  - Venceslau Brás[87]
- Oito
  - Floriano Peixoto[88]
  - Arthur Bernardes[89]
- Nove
  - Prudente de Morais[90][91]
- Dez
  - Campos Sales[88]
  - Rodrigues Alves[92]
- Doze
  - Afonso Pena[93]

## Por data de posse
Desconsiderando quem ascendeu pela linha sucessória, salvo caso de presidente eleito que não conseguiu tomar posse.

### 15 de novembro
- Deodoro da Fonseca: 1889 [mandato legitimado por golpe/revolução]
- Prudente de Morais: 1894
- Campos Sales: 1898
- Rodrigues Alves: 1902
- Afonso Pena: 1906
- Hermes da Fonseca: 1910
- Venceslau Brás: 1914
- Delfim Moreira: 1918 [no lugar de Rodrigues Alves]
- Artur Bernardes: 1922
- Washington Luís: 1926

### 31 de janeiro
- Eurico Gaspar Dutra: 1946
- Getúlio Vargas: 1951
- Juscelino Kubitschek: 1956
- Jânio Quadros: 1961

### 15 de março
- Artur da Costa e Silva: 1967
- Ernesto Geisel: 1974
- João Figueiredo: 1979
- José Sarney: 1985 [no lugar de Tancredo Neves]
- Fernando Collor de Melo: 1990

### 1° de janeiro
- Fernando Henrique Cardoso: 1995 e 1999[94][95]
- Luiz Inácio Lula da Silva: 2003, 2007 e 2023[96][97][98]
- Dilma Rousseff: 2011 e 2015[99][100]
- Jair Bolsonaro: 2019[101]

### Outras datas
- 26 de fevereiro de 1891: Deodoro da Fonseca
- 28 de julho de 1919: Epitácio Pessoa
- 3 de novembro de 1930: Getúlio Vargas [mandato legitimado por revolução]
- 20 de julho de 1934: Getúlio Vargas
- 10 de novembro de 1937: Getúlio Vargas [mandato legitimado por golpe]
- 15 de abril de 1964: Castelo Branco [mandato legitimado pelo Golpe de 1964]
- 30 de outubro de 1969: Médici

## Times
- Eurico Gaspar Dutra - Flamengo (time que adotou quando foi viver na então capital federal, Rio de Janeiro)
- Getúlio Vargas - Grêmio (time no seu estado-natal, Rio Grande do Sul) e Vasco[102] (time que adotou na então capital federal, Rio de Janeiro). (Em seu tempo de vida não existia um campeonato brasileiro (este só se iniciou em 1959), então times de estados diferentes raramente se enfrentavam em torneios e era comum pessoas que mudavam de estado terem mais de um time, um de sua terra natal, outro da cidade em que passaram a viver. Atualmente este costume de se ter mais de um clube ainda é visto entre brasileiros de meia-idade e entre os idosos e em habitantes de estados que não possuem clubes que os representem na 1ª divisão do campeonato nacional[103])
- Café Filho - Alecrim
- Juscelino Kubitschek - América-MG[102] (clube que torcia na infância e adolescência em Minas Gerais), Cruzeiro[102] (Juscelino, nascido em 1902, passou a torcer para o clube em algum momento após a fundação deste em 1921) e Vasco[102] (clube que adotou na então capital federal, Rio de Janeiro). O campeonato nacional se iniciou durante o seu governo.
- Jânio Quadros - Corinthians (adotou o clube quando se mudou para o estado de São Paulo)
- João Goulart -  Internacional (algumas fontes apontam-no como torcedor de Grêmio e Vasco, adotou o último no período de tempo em que viveu no Rio de Janeiro)
- Emílio Garrastazu Médici - Grêmio[102] (time no seu estado-natal, Rio Grande do Sul) e Flamengo (time que adotou ao se mudar para o Rio de Janeiro na década de 1920, ou seja, antes de existir um campeonato nacional)
- Ernesto Geisel - Botafogo (time que adotou ao se mudar para o Rio de Janeiro na década de 1920, ou seja, antes de existir um campeonato nacional)
- João Figueiredo - Fluminense[102] (time em seu estado-natal, Rio de Janeiro) e Grêmio (adotou o time no período em que viveu no Rio Grande do Sul na infância durante a década de 1920, antes de existir um campeonato nacional. Figueiredo voltou a viver no Rio de Janeiro na adolescência na década de 1930)
- Tancredo Neves - América-MG[103]
- José Sarney - Sampaio Corrêa[102] (time em seu estado-natal, Maranhão) e Flamengo (time que adotou no período de tempo em que viveu na então capital federal Rio de Janeiro na década de 1950, ou seja, antes de existir um campeonato nacional)
- Fernando Collor de Mello - CSA
- Itamar Franco - Juiz de Fora[102]
- Fernando Henrique Cardoso - Fluminense[102] (time em seu estado-natal, Rio de Janeiro) e Corinthians (time que adotou ao se mudar para São Paulo na década de 1940)
- Luiz Inácio Lula da Silva - Corinthians e São Bernardo FC (times que adotou ao se mudar para São Paulo no início da década de 1950)
- Dilma Rousseff - Atlético-MG (time em seu estado-natal, Minas Gerais) e Internacional[102] (time que adotou ao se mudar para o Rio Grande do Sul na década de 1970, na época já existia um campeonato nacional)
- Michel Temer - São Paulo
- Jair Bolsonaro - Palmeiras (time em seu estado-natal, São Paulo) e Botafogo[104] (time que adotou ao se mudar para o Rio de Janeiro na década de 1970, na época já existia um campeonato nacional)

### Atuaram ou trabalharam diretamente no futebol
- Café Filho: foi goleiro e fundador do Alecrim.
- João Goulart: jogou nas bases do Internacional, como zagueiro, mas deixou o esporte com 16 anos, por questões físicas.[105]
- Fernando Collor: foi presidente do CSA, fato que contribuiu em sua projeção na política alagoana.[105]

## Presidentes durante cada Copa do Mundo FIFA

### Masculina
Em negrito Copas em que a Seleção Brasileira foi campeã e sublinhado as que foram sediadas no Brasil.
- Washington Luís - 1930[106][107]
- Getúlio Vargas - 1934[108][109]
- Getúlio Vargas - 1938[110][111]
- Eurico Gaspar Dutra - 1950[112]
- Getúlio Vargas - 1954[113]
- Juscelino Kubitschek - 1958[114]
- João Goulart - 1962[115]
- Humberto Castelo Branco - 1966[116]
- Emílio Garrastazu Médici - 1970[117]
- Ernesto Geisel - 1974[118]
- Ernesto Geisel - 1978[118]
- João Figueiredo - 1982[119]
- José Sarney - 1986[120]
- Fernando Collor - 1990[121]
- Itamar Franco - 1994[122]
- Fernando Henrique Cardoso - 1998[123]
- Fernando Henrique Cardoso - 2002[124]
- Luiz Inácio Lula da Silva - 2006[125]
- Luiz Inácio Lula da Silva - 2010[126]
- Dilma Rousseff - 2014[127]
- Michel Temer - 2018[128]
- Jair Bolsonaro - 2022[129]

### Feminina
- Fernando Collor - 1991[130]
- Fernando Henrique Cardoso - 1995[131]
- Fernando Henrique Cardoso - 1999[132]
- Luiz Inácio Lula da Silva - 2003[carece de fontes?]
- Luiz Inácio Lula da Silva - 2007[carece de fontes?]
- Dilma Rousseff - 2011[133]
- Dilma Rousseff - 2015[134]
- Jair Bolsonaro - 2019[135]
- Luiz Inácio Lula da Silva - 2023[136]

## Instauraram nova moeda
- Getúlio Vargas - Cruzeiro (BRZ) (1942)[137]
- Humberto de Alencar Castelo Branco - Cruzeiro Novo (1967)[138]
- Emílio Garrastazu Médici - Cruzeiro (BRB) (1970)[139]
- José Sarney - Cruzado (1986) e Cruzado Novo (1989)[140][141]
- Fernando Collor de Mello - Cruzeiro (BRE) (1990)[142]
- Itamar Franco - Cruzeiro real (1993) e Real (1994)[143][144]

## Eleitos por segundo turno
- Fernando Collor de Mello (1989)[145]
- Luiz Inácio Lula da Silva (2002, 2006 e 2022)[146][147][148]
- Dilma Rousseff (2010 e 2014)[149][150]
- Jair Bolsonaro (2018)[151]

## Tomaram posse no ano seguinte ao que foram eleitos
1. Juscelino Kubitschek[152]
2. Costa e Silva[153]
3. Fernando Collor de Melo
4. Fernando Henrique Cardoso[94]
5. Luiz Inácio Lula da Silva[96]
6. Dilma Rousseff[99]
7. Jair Bolsonaro[101]

## Eleitos no cargo ou depois de deixá-lo

### Eleitos enquanto presidentes
- Deodoro da Fonseca (1891)[154]
- Getúlio Vargas (1934)[155]
- Fernando Henrique Cardoso (1998)[156]
- Luiz Inácio Lula da Silva (2006)[97]
- Dilma Rousseff (2014)[150]

### Após já terem sido presidentes
- Rodrigues Alves (1918)[157]
- Getúlio Vargas (1950)[158]
- Luiz Inácio Lula da Silva (2022)[148]

## Derrotados em eleições presidenciais

### Antes de se tornarem presidentes
- Prudente de Morais (1891)[159]
- Afonso Pena (1894)[159]
- Venceslau Brás (1910)[159]
- Getúlio Vargas (1930)[160]
- Lula da Silva (1989, 1994 e 1998)[161]

### Após terem sido presidentes
- Nilo Peçanha (1918 e 1922)[159]
- Artur Bernardes (1934)[162]
- Eurico Gaspar Dutra (1964)[163]

Obs.: Nilo, no pleito de 1918, em que não se candidatou formalmente (era possível votar em quem não havia formalizado candidatura), perdeu para um ex-presidente, Rodrigues Alves. Desconsidera-se votações irrisórias nas eleições da República Velha.

### Durante o mandato
- Jair Bolsonaro (2022)[164]

## Pais estrangeiros
Presidentes com pais nascidos fora do Brasil:
- Rodrigues Alves (pai português, de Ponte de Lima)
- Afonso Pena (pai português, de Ribeira de Pena)
- Delfim Moreira (pai português, de Vila do Conde)
- Artur Bernardes (pai português, de Castanheira de Pera)
- Tasso Fragoso (pai português, de Baião)
- Ranieri Mazzilli (pai e mãe italianos, de Montemurro)
- Emílio Médici (pai e mãe uruguaios, de Florida e Salto, respectivamente)
- Ernesto Geisel (pai alemão, de Herborn)
- Dilma Rousseff (pai búlgaro, de Gabrovo)
- Michel Temer (pai e mãe libaneses, de Btaaboura)

Obs.: Embora muitas fontes sustentem que Costa e Silva era filho de portugueses da Ilha da Madeira, seus pais eram brasileiros.

## Membros daAcademia Brasileira de Letras
- Getúlio Vargas[167][168]
- Aurélio de Lira Tavares[169]
- José Sarney[167][170]
- Fernando Henrique Cardoso[167]

## Maçons
Presidentes que foram da Maçonaria:
- Deodoro da Fonseca
- Floriano Peixoto
- Prudente de Morais
- Campos Sales
- Nilo Peçanha
- Hermes da Fonseca
- Venceslau Brás
- Delfim Moreira
- Washington Luís
- Café Filho
- Nereu Ramos
- Jânio Quadros
- Michel Temer (desligado)[172]

## Presos
- Hermes da Fonseca: criticou a intervenção do governo federal na eleição estadual de Pernambuco, ficando preso inicialmente entre 2 e 3 de julho de 1922, retornando a cadeia dois dias depois até 6 de janeiro do ano seguinte, o que foi estopim para o movimento 18 do Forte. Presidente à época da prisão: Epitácio Pessoa; à época da soltura definitiva: Artur Bernardes.[173]
- Washington Luís: preso durante seu mandato, devido a Revolução de 1930, sendo encarcerado por vinte e sete dias, iniciados em 24 de outubro de 1930, partindo depois para exílio. Presidente à época da soltura: Getúlio Vargas.[173]
- Artur Bernardes: tentou realizar em Minas um foco de apoio ao movimento da Revolução de 1932, sendo preso em 23 de setembro de 1932 na cidade de Arapongas e indo para exílio no dia 4 de dezembro do mesmo ano, quando estava preso no Forte do Leme. Presidente à época da prisão e soltura: Getúlio Vargas.[173]
- Café Filho: foi mantido em prisão domiciliar entre novembro e dezembro de 1955, como forma de garantir a posse de JK. Presidente à época da prisão e soltura: Nereu Ramos.[174]
- Jânio Quadros: teve de ficar confinado durante 120 dias em Corumbá (MS) no ano de 1968, iniciados em 30 de julho, por críticas a ditadura militar, apenas podendo transitar livremente dentro desta cidade, nos dois primeiros meses, e nos dois últimos, ficado restrito ao hotel em que se encontrava. Presidente à época da prisão e soltura: Costa e Silva.[174][175]
- Juscelino Kubitschek: em 13 de dezembro de 1968, Juscelino foi preso no contexto da promulgação do AI-5, sendo solto no dia 22 de dezembro, havendo depois um mês de prisão domiciliar.[173] Presidente à época da prisão e soltura: Costa e Silva.
- Luiz Inácio Lula da Silva: condenado por corrupção em julho de 2017, o primeiro por crime comum, e preso no dia 7 de abril de 2018. Solto no dia 8 de novembro de 2019, após decisão do STF, que mudou o entendimento quanto à prisão em segunda instância, determinado que só pode ocorrer após o trânsito em julgado.[176][177] Presidente à época da prisão: Michel Temer. Presidente à época da soltura: Jair Bolsonaro.
- Michel Temer: primeiro presidente do Brasil a responder por crime durante mandato, foi preso preventivamente no dia 21 de março de 2019 por corrupção, lavagem de dinheiro e outros crimes, sendo solto quatro dias depois. Preso novamente em 9 de maio de 2019 e solto no dia 15 do mesmo mês.[178][179] Presidente à época da prisões e solturas: Jair Bolsonaro.
- Fernando Collor de Mello: em 25 de abril de 2025, após decisão do ministro do STF Alexandre de Moraes.[180] Collor foi condenado por corrupção e lavagem de dinheiro.[181] Presidente à época da prisão: Luiz Inácio Lula da Silva.
- Jair Bolsonaro: em 4 de agosto de 2025, o ex-presidente teve a sua prisão domiciliar decretada pelo ministro do STF Alexandre de Moraes.[182] Presidente à época da prisão: Luiz Inácio Lula da Silva.

### Antes de se tornar presidente:
- Costa e Silva: preso por sua participação no movimento tenentista em 1922.[183]
- Café Filho: preso por envolver-se em revolta de pescadores no bairro da Rocas, em Natal, 1923.[184]
- Dilma Rousseff: presa em 1970, durante a ditadura militar, por integrar a luta armada sob o grupo VAR-Palmares.[185]
- Luiz Inácio Lula da Silva: preso em 1980, durante a ditadura militar.[186]
- Jair Bolsonaro: prisão administrativa militar em 1986, por insubordinação e tentativa de ataque terrorista à Academia Militar das Agulhas Negras, enquadrando como acusado de “ter ferido a ética, gerando clima de inquietação no âmbito da organização militar”.[187][188][189][190]

## Exilados
- Washington Luís (Estados Unidos e Europa), por ser opositor da Revolução de 1930, de 1930 a 1947.[11]
- Júlio Prestes (Inglaterra), por ser opositor da Revolução de 1930, de 1930 a 1934.[191]
- Artur Bernardes (Portugal), por ser apoiador da Revolução de 1932, de 1932 a 1934.[192]
- Café Filho (Argentina), por ser opositor do Golpe de 1937, de 1937 a 1938.[193]
- João Goulart (Uruguai e Argentina), por ser opositor do Golpe de 1964, de 1964 a 1976 (morte).[194]
- Juscelino Kubitschek (Estados Unidos e Europa), por ser opositor do Golpe de 1964, de 1964 a 1967 (com pequeno intervalo no Brasil neste período).[195]
- Fernando Henrique Cardoso (Chile, França, Estados Unidos e Inglaterra), por ser opositor do Golpe de 1964, de 1964 a 1968.[196]

## Sofreram atentado
Presidentes que sofreram atentados, antes, depois ou durante o mandato:
- Prudente de Morais, 5 de novembro de 1897, durante o mandato, sobreviveu.
- Costa e Silva, 25 de julho de 1966, anterior ao mandato, sobreviveu.
- José Sarney, 8 de novembro de 1967, anterior ao mandato, sobreviveu.
- José Sarney, 25 de julho de 1987, durante o mandato, sobreviveu.
- Jair Bolsonaro, 6 de setembro de 2018, durante a campanha presidencial, sobreviveu.

## Homenageados em cédulas
Presidentes que receberam homenagens no papel-moeda brasileiro:
- Getúlio Vargas - NCr$ 0,01
- Deodoro da Fonseca - CR$ 20,00, CR$ 50,00 e CR$ 500,00
- Floriano Peixoto - CR$ 100,00
- Castelo Branco - CR$ 5000,00
- Juscelino Kubitschek  - CR$ 100.000,00  e Cz$ 100,00

## Fecharam o Congresso
- Deodoro da Fonseca, 3 de novembro de 1891
- Getúlio Vargas, 11 de novembro de 1930 e 10 de novembro de 1937
- Castelo Branco, 20 de outubro de 1966
- Costa e Silva, 13 de dezembro de 1968
- Ernesto Geisel, 13 de abril de 1977

## Gastos como ex-presidente (1999 a 2017)
Valores em R$
- Sarney, 8,9 milhões, média de 493 mil/ano
- Collor, 8,3 milhões, média de 463 mil/ano
- Fernando Henrique, 10 milhões, média de 716 mil/ano
- Lula, 7,0 milhões, média de 1,17 milhões/ano
- Dilma, 1,7 milhões, média de 1,4 milhões/ano